# Whitefield (Maine)
Whitefield és una població dels Estats Units a l'estat de Maine (EUA). Segons el cens del 2000 tenia 2.273 habitants.

## Demografia
Segons el cens del 2000, Whitefield tenia 2.273 habitants, 844 habitatges, i 620 famílies. La densitat de població era de 18,7 habitants/km².
Dels 844 habitatges en un 35,7% hi vivien nens de menys de 18 anys, en un 61,1% hi vivien parelles casades, en un 8,6% dones solteres, i en un 26,5% no eren unitats familiars. En el 20% dels habitatges hi vivien persones soles el 5,9% de les quals corresponia a persones de 65 anys o més que vivien soles. El nombre mitjà de persones vivint en cada habitatge era de 2,62 i el nombre mitjà de persones que vivien en cada família era de 3,02.
Per edats la població es repartia de la següent manera: un 26,4% tenia menys de 18 anys, un 5,6% entre 18 i 24, un 29,5% entre 25 i 44, un 26,8% de 45 a 60 i un 11,7% 65 anys o més.
L'edat mediana era de 38 anys. Per cada 100 dones de 18 o més anys hi havia 97,6 homes.
La renda mediana per habitatge era de 38.477 $ i la renda mediana per família de 41.994 $. Els homes tenien una renda mediana de 27.917 $ mentre que les dones 21.750 $. La renda per capita de la població era de 16.456 $. Entorn del 8,2% de les famílies i el 12,5% de la població estaven per davall del llindar de pobresa.